# 松花江地区
松花江专区，中华人民共和国黑龙江省已撤销的专区，在今黑龙江省南部。
1958年置，专员公署驻哈尔滨市。辖原绥化专区所属绥化、海伦、望奎、兰西、庆安、铁力、绥棱、巴彦、木兰、通河10县及原由省直辖的五常、双城、肇州、肇源4县。同年，撤销铁力县，并入庆安县。松花江专区辖13县。
1960年，五常、双城、巴彦、木兰、通河5县划归哈尔滨市。1962年，恢复铁力县。专区辖9县。
1965年，原松花江专区公署迁驻绥化县，并改名绥化专区；同时，另设松花江专区，专员公署仍驻哈尔滨市。辖原属哈尔滨市的宾县、阿城、呼兰、通河、五常、木兰、双城、巴彦8县。
1967年，撤销松花江专区，改置松花江地区。
1996年，松花江地区所辖的延寿县、木兰县、巴彦县、通河县和尚志市、双城市、五常市整体并入哈尔滨市。